# Aleksandr Gudkow
Aleksandr Fiodorowicz Gudkow (ros. Александр Фёдорович Гудков, ur. 10 stycznia 1930, zm. 4 kwietnia 1992 w Kursku) – radziecki działacz partyjny.

## Życiorys
W 1955 ukończył Woroneski Instytut Rolniczy, w latach 1955–1958 pracował w gospodarce obwodu kurskiego, od 1958 członek KPZR. Od 1958 funkcjonariusz partyjny, w 1967 ukończył Wyższą Szkołę Partyjną przy KC KPZR, 1968 sekretarz Kurskiego Komitetu Obwodowego KPZR. Od 28 kwietnia 1970 do 9 stycznia 1988 I sekretarz Komitetu Obwodowego KPZR, od 1988 na emeryturze. W latach 1971–1976 zastępca członka, a 1976-1989 członek KC KPZR. Deputowany do Rady Najwyższej ZSRR od 8. do 11. kadencji.
W 2014 jego imieniem nazwano ulicę w Kursku.

## Odznaczenia
- Order Lenina (dwukrotnie)
- Order Rewolucji Październikowej
- Order „Znak Honoru”